# Impostazione
L'impostazione, la regolazione o il settaggio di uno strumento o di un'apparecchiatura è l'operazione di predisposizione all'uso a cui sono destinati.
Il termine settaggio è un neologismo nato dall'italianizzazione del verbo inglese to set, impostare appunto, che identifica questo tipo di operazione sulle apparecchiature e sulla strumentazione. In alcuni ambiti viene usato anche il termine adjusting.
A parte gli attrezzi e gli strumenti più semplici, spesso strumenti e apparecchiature richiedono specifiche regolazioni che permettono di espletare la loro funzione o rendere le loro prestazioni adeguate allo scopo prefissato.

## Categorie
Lo scopo del settaggio si può suddividere in:
- imposizione delle modalità funzionali, destinate a definire in generale la funzione dell'apparecchiatura e l'attività da svolgere;
- regolazione dei parametri funzionali, destinato a specificare campi, tempi, modalità e particolarità della funzione da svolgere;
- calibrazione di un'apparecchiatura allo scopo di migliorarne l'accuratezza.

Le apparecchiature più semplici e “dedicate” (realizzate per specifiche applicazioni) sono già predisposte dal costruttore in modo che l'utente possa usarle senza preoccuparsi del loro settaggio; in pratica sono regolate con impostazioni standard (o impostazioni predefinite) che garantiscono la funzionalità minima. Ma quando l'utilizzatore richiede funzionalità o prestazioni superiori, è costretto ad agire sulle regolazioni in modo da centrare meglio la funzionalità che gli interessa.
Generalmente, più un'apparecchiatura è universale (capace di espletare diverse funzioni) più sarà necessario operare dei settaggi, anche per ottenere il minimo della funzionalità voluta. Spesso, l'uso di simili apparecchiature richiede personale molto preparato e con conoscenze specifiche nel campo d'applicazione.

## Metodologia
Le modalità con cui si effettua il settaggio sono innumerevoli, e dipendendo dalla tipologia, dalla tecnologia e della storia passata delle specifiche apparecchiature. In linea molto generale, si possono però suddividere in due grandi metodologie:
- impostazione dell'hardware;
- impostazione del software.

### Impostazioni hardware
Molte apparecchiature e strumenti sono stati progettati per essere settati attraverso la modifica "fisica" della loro struttura o dei loro circuiti (se sistemi elettrici/elettronici). In questi casi l'operatore può operare su dispositivi on-off (digitali, come interruttori, commutatori, ecc…) oppure dispositivi di regolazione analogici (come manopole, viti, potenziometri, trimmer, ecc…).
Come accennato, un tipo particolare di "settaggio" può essere considerato la modifica strutturale dell'apparecchiatura/strumento: l'inserimento di una prolunga, la sostituzione di una molla, la scelta di un opportuno ingresso di un segnale, ecc.

### Impostazioni software
Le apparecchiature e la strumentazione elettronica più moderna integra spesso un processore programmabile che, oltre a disporre di firmware programmato dal costruttore che ne permette la funzionalità di base, permette in qualche misura la programmabilità da parte dell'utente finale. In tal caso il costruttore fornisce, o indicazioni sui parametri programmabili tramite dispositivi fisici presenti nell'apparecchiatura stessa (pulsanti, commutatori, tastiera, ecc…), oppure un software di gestione che da un computer remoto ne permette il settaggio.
In questo caso non avviene una modifica fisica dell'apparecchiatura/strumento, ma i segnali/dati d'ingresso verranno interpretati ed elaborati nella maniera più idonea all'uso previsto.